# Japan Soccer League 1976
Die Japan Soccer League 1976 war die zwölfte Spielzeit der japanischen Japan Soccer League. An ihr nahmen 20 Vereine teil. Meister wurden die Furukawa Electric.

## Ergebnisse

### Division 1
| Pl. | Verein                      | Sp. | S  | U | N  | Tore    | Diff. | Punkte |
| --- | --------------------------- | --- | -- | - | -- | ------- | ----- | ------ |
| 1.  | Furukawa Electric           | 18  | 11 | 4 | 3  | 037:150 | +22   | 26     |
| 2.  | Mitsubishi Heavy Industries | 18  | 9  | 4 | 5  | 028:160 | +12   | 22     |
| 3.  | Fujita Industries           | 18  | 9  | 4 | 5  | 028:200 | +8    | 22     |
| 4.  | Yanmar Diesel               | 18  | 9  | 3 | 6  | 034:200 | +14   | 21     |
| 5.  | Hitachi                     | 18  | 7  | 7 | 4  | 022:140 | +8    | 21     |
| 6.  | Nippon Kokan                | 18  | 6  | 8 | 4  | 022:210 | +1    | 20     |
| 7.  | Eidai                       | 18  | 7  | 4 | 7  | 018:240 | −6    | 18     |
| 8.  | Toyo Industries             | 18  | 5  | 5 | 8  | 016:200 | −4    | 15     |
| 9.  | Nippon Steel                | 18  | 5  | 2 | 11 | 023:300 | −7    | 12     |
| 10. | Toyota Motors               | 18  | 1  | 1 | 16 | 010:580 | −48   | 03     |

### Division 2
| Pl. | Verein                  | Sp. | S  | U | N  | Tore    | Diff. | Punkte |
| --- | ----------------------- | --- | -- | - | -- | ------- | ----- | ------ |
| 1.  | Fujitsu                 | 18  | 13 | 3 | 2  | 032:600 | +26   | 29     |
| 2.  | Yomiuri                 | 18  | 11 | 3 | 4  | 051:280 | +23   | 25     |
| 3.  | Tanabe Pharmaceutical   | 18  | 10 | 5 | 3  | 028:180 | +10   | 25     |
| 4.  | Honda Motors            | 18  | 6  | 9 | 3  | 025:170 | +8    | 21     |
| 5.  | Teijin Matsuyama        | 18  | 9  | 1 | 8  | 032:280 | +4    | 19     |
| 6.  | Yanmar Club             | 18  | 6  | 5 | 7  | 023:230 | ±0    | 17     |
| 7.  | Sumitomo Metals         | 18  | 5  | 3 | 10 | 027:340 | −7    | 13     |
| 8.  | Kofu SC                 | 18  | 4  | 4 | 10 | 014:300 | −16   | 12     |
| 9.  | Kyoto Shiko Club        | 18  | 3  | 5 | 10 | 011:250 | −14   | 11     |
| 10. | Furukawa Electric Chiba | 18  | 3  | 2 | 13 | 017:510 | −34   | 08     |

## Preise

### Torschützenkönige
- Kunishige Kamamoto (15 Tore) (Yanmar Diesel)

### Rookie des Jahres
- Shigemi Ishii (Furukawa Electric)

### Best XI
- Tatsuhiko Seta (Hitachi)
- Shigemi Ishii (Furukawa Electric)
- Eijun Kiyokumo (Furukawa Electric)
- Kōzō Arai (Furukawa Electric)
- Hiroshi Ochiai (Mitsubishi Heavy Industries)
- Mitsuru Komaeda (Fujita Industries)
- Nobuo Fujishima (Nippon Kokan)
- Hiroo Abe (Yanmar Diesel)
- Yoshikazu Nagai (Furukawa Electric)
- Kunishige Kamamoto (Yanmar Diesel)
- Yasuhiko Okudera (Furukawa Electric)